# Билибин, Виктор Викторович
Виктор Викторович Били́бин (1859—1908) — русский прозаик, драматург, журналист XIX века.

## Биография
Родился 7 (19) января 1859 года в Санкт-Петербурге. Потомственный дворянин. Сын статского советника.
Окончил Санкт-Петербургскую 5-ю гимназию с золотой медалью (1877) и юридический факультет Санкт-Петербургского университета со степенью кандидата прав (1881). По окончании университета состоял кандидатом на судебные должности в Уголовном кассационном департаменте Сената, вышел в отставку в 1884 году. Был помощником присяжного поверенного. В 1886 году поступил на службу в Главное управление почт и телеграфов, где в 1890—1900 годах возглавлял международный отдел. Дослужился до чина действительного статского советника.
Был женат на А. А. Соловьёвой, сотруднице журнала «Осколки». С 1885 года был знаком с А. П. Чеховым, на протяжении пятнадцати лет между ними велась откровенная переписка. Известны 15 писем Чехова Билибину и 96 писем Билибина к Чехову. В 1906—1908 годах, после смерти Н. А. Лейкина, был редактором-издателем «Осколков».
Скончался 30 мая (12 июня) 1908 года в Санкт-Петербурге. Похоронен на Шуваловском кладбище.

## Творчество
Признанный мастер малых жанров журнальной прозы: его фельетоны, экспромты, каламбуры были особенно популярны в начале 1880 годов и высоко ценились А. П. Чеховым.
Начал литературную деятельность в 1879 году, с публикаций юмористических сценок — сначала в журнале «Стрекоза», в затем в журнале «Осколки», В последнем он публиковался под псевдонимом И. Грэк, активно участвовал в работе редакции, а в 1906—1908 годах, после смерти Н. А. Лейкина, возглавлял эту редакцию. Как секретарь редакции «Осколков» поддерживал начинающих авторов, предлагая им разнообразные смешные темы и сюжеты. В своих пародиях высмеивал наукообразные трактаты («О воспитании детей», «Грамматика влюблённых», «Руководство по устройству супружеских сцен» и т. п.), словари (медицинские, актёрские, купеческие и др.), гороскопы («Предсказания на 1882 год»), уставы («Уложение о наказаниях», «Устав о предупреждении и пресечении стихотворства»), бессодержательные оперы, басни, романы, «звонистые рифмы» («Сокращённые либретто», «Театральные слухи и новости», «Литературные анекдоты»), пытался пародировать и произведения «большой» литературы («Братья Карамазовы», «Иванов» и др.). В 1882 году издал свои юмористические произведения в виде сборника «Любовь и смех». Билибину принадлежит заслуга введения в «Осколки» в 1882—1884 годах многих социально-политических тем: о полицейском надзоре («Под новый год»), о покорности «мужичка» («Весёлые картинки»), об абсурдной бюрократической логике («Сновидения»), о глупости цензоров («Я и околоточный надзиратель») и многих других. Один из юмористических фельетонов, «Пёстрые сказки» (Новая газета. — 1886. — 27 апреля и 4 мая), он написал в соавторстве с А. П. Чеховым и опубликовал за подписью «Два Аякса».
В 1884 году, после закрытия журнала «Отечественные записки», последовательно отстаивавшего демократические принципы журналистики, общий тон публикаций в «Осколках» изменился: сатирические зарисовки практически не появлялись, предпочтение отдавалось бытовым сюжетам. Отразились эти изменения и на творчестве Билибина. Его еженедельные юмористические обзоры «Осколки современной жизни» в «Осколках» (1884—1908), многочисленные юморески и очерки, публиковавшиеся под псевдонимами Диоген и Виктор Ювенис, появлявшиеся в газетах «Одесский листок» (с 1886 Билибин печатался в «Одесском листке» как автор фельетонов «Петербургская пестрота») и «Новости», отличались, по мнению современников, от его ранних произведений идейной легковесностью, эмпиризмом, ориентацией на вкусы обывателя. В феврале 1887 года Чехов писал по поводу фельетонного цикла Билибина «Субботние бани провинциала» (в 1886—1887 он вёл в «Петербургской газете» еженедельные обозрения «Субботние бани провинциала» и воскресный фельетон «Вселенские глупости»):

Билибин начинает исписываться. Его скучно читать… Не хочет понять человек, что игриво и легко можно писать не только о барышнях, блинах и фортепьянах, но даже о слезах и нуждах.
— Чехов А. П. Полн. собр. соч. и писем. Письма. — Т. 2. — С. 32
В конце 1880 годов Билибин обратился к драматургии, его пьесы непосредственно связаны с ранее написанными миниатюрами и бытовыми сценками, представляли собой как бы их развёрнутый вариант. В 1890-х годах его пьесы ставились в Александринском театре и на частных сценах, хотя и без особенного успеха. Сюжеты «весёлых пьес» Билибина, как правило, сводились к семейным ссорам из-за модных шляпок («Молчание»), любовных писем («Иван Иванович виноват»), подброшенных детей («Цитварный ребёнок») и т. п., а банальности любовного треугольника дополнялись интригами злого начальника или тёщи (Менелай Петрович Менелаев в «Суде над прекрасной Еленой», Анемподист Сергеевич Отвислое в «Цитварном ребёнке», Евлампия Петровна Пилкина в «Молчании» и др.). А. В. Амфитеатров писал по поводу его работ:

Человек создан был для тонкой интеллигентной иронии, а работал на грубый, нутряной смех. … Б. разменял свой тонкий юмор — и потерял талант фельетониста"
— Амфитеатров А. Тризны. — С. 152.
Основная часть пьес была создана Билибиным после 1890 года, когда им окончательно был сделан выбор между карьерой литератора и чиновника в пользу второй. В письме Чехову от 1891 года он писал:

И я сжёг если не всё, то многое из того, чему поклонялся. Чиновник во мне заедает писателя.
— Архив А. П. Чехова. - Вып. 1. - С. 2
Пытаясь обосновать свою позицию, он отмечал:

Я — ремесленник, и в этом нет ничего стыдного… Ремесленники работают добросовестно, но не ждите от них идей вдохновлённых. Я смотрю на литературу, как на литературное ремесло, как на хлеб…
— Шаталов С. Е. Два таланта. - С. 36
После выхода из Литературного общества в 1890 году, Билибин помещал короткие обзоры в «Осколках», издал сборник «Юмористические узоры» (1898), пытался пародировать декадентскую прозу («Отрывки современной беллетристики», 1898) и драматургию («Театр марионеток», между 1902 и 1908 годами), но они уже не привлекали внимания читателей.
Обращался к жанру фантастики. В 1906 году написал фантастическую сатирическую пьеса «Женщины на Марсе. Фантастический фарс в 3-х действиях», в которой земляне обнаруживают на Марсе «домострой наоборот»: обществом управляют женщины, за ними же закреплено право на образование.

## Адрес
- В 1890—1900 годах жил в Коломне, в доме 138 по Екатерининскому каналу.

## Список произведений
- Любовь и смех. СПб., 1882
- Камера обскура. СПб, 1889
- Добродетельный чорт. М., 1890
- Похищение Сильфиды М.,1890;
- Круговорот. М., 1891;
- Юмористические узоры. СПб., 1898
- Говорящий немой. СПб., 1898
- Невидимая сила. СПб., 1898
- Порох. СПб, 1901
- Изумительные превращения. СПб., 1901
- Пьесы в одном действии. 12 одноактных шуток. СПб., 1902
- Дамская болтовня. СПб., 1902
- Сборник веселых пьес. СПб., 1910. — Т.1-2
- Из молодых, но ранний. Сновидения. Из записок иностранца о России. Др. рассказы и очерки // Писатели Чеховской поры. Избранные произведения писателей 80 — 90-х гг. / Вступ. ст., сост. и коммент. С. В. Букчина. М., 1982. — Т.1. — С.59-75
- По горячим следам. Под Новый год. Веселые картинки. Я и околоточный надзиратель. Записки сумасшедшего писателя и др. фельетоны и очерки // Спутники Чехова / Собр. текстов, ст. и коммент. В. Б. Катаева. М., 1982. — С.97 — 111.